# Велика рибна річка
Велика рибна річка (афр. Groot-Visrivier) — річка в Південній Африці.
Річка протікає в Східній Капській провінції ПАР . Її довжина становить 644 кілометра, площа басейну — близько 30366 км². Впадає в Індійський океан. Річка тече через місто Крадок в центрі країни. Має ряд приток.

## Історія
Протягом 19 століття, річка слугувала кордоном для Капської колонії і була місцем запеклої боротьби протягом Коських війн з 1779 по 1878, між народом Коса по одну сторону річки і Голландськими фермерами, та поселенцями 1820 року з Англії по іншу сторону річки.У 1835 році племені Фінго, було дозволено оселитися на березі річки.

## Міста
Кредок є важливим містом, через який проходить Велика рибна річка. Територія між містом Порт-Елізабет і Великою рибною річкою відома як Саншайн-Кост (Сонячне узбережжя).